# VANITAS
『VANITAS』（ヴァニタス）は、Cuvieによる日本の漫画作品。『チャンピオンRED いちご』（秋田書店刊）にて、2013年Vol.37から2014年Vol.43まで連載された。単行本は全1巻。

## 概要
『ヤングチャンピオン烈』（秋田書店刊）で『NIGHTMARE MAKER』を完結させたCuvieが、『チャンピオンRED いちご』へ活躍の場を移して連載した作品。第1話の掲載時点では読み切りで終わる予定だったが、好評だったことから第2話以降が2013年Vol.38以降に連載され、全7話となった。
主人公の淫魔・メリジーヌとデジレを中心に、中世から延々と積み重ねられてきた人間の欲望とそれにまつわる深い業が、淫魔が相手ならではの快楽のみを目的とした過激なセックス描写を交えながら描かれる。
作中で言及されていないが、「VANITAS」はラテン語で「空虚」や「虚しさ」を意味する。「メリジーヌ」はフランスの伝承に登場するドラゴンの翼を持ったヘビ女を意味するうえ、「デジレ」は英語で「欲望」や「願望」を意味する「DESIRE」のフランス語読みかつ男性名である。詳細は、ヴァニタス、メリュジーヌ、デザイアー、デジレをそれぞれ参照。
タイトルロゴには、「Soul Sucking Succubus × Incubus Erotica.」の一文が添えられている。

## あらすじ
ある日、一人暮らしのフリーターの青年・下村の自宅へ、サキュバス・メリジーヌが現れる。勤務先で同僚と馴染めず、憧れの女性・高木と接点を見い出せないまま自宅で無為な休日の朝を迎えた下村にとって、目の前のメリジーヌは不要な人生と引き換えに自分とのセックスへ誘うという不審さを払拭する、性的魅力に満ちていた。
そんなメリジーヌの契約に応じた下村の理性は、彼女と同時に迎えた絶頂をきっかけに崩壊する。下村はメリジーヌの促す契約の再確認を軽んじたうえ、布団の傍らで自分の携帯電話が鳴ったことを知らせてくれた彼女の言葉にも構わず、すでに8回もの絶頂を迎えてなお盛んなメリジーヌに溺れていく。やがて日が暮れかけた頃、眠る下村の傍らでメリジーヌが携帯電話を覗き込むと、そこには彼を個人的にカラオケへ誘う高木からのメールが届いていた。
その後、メリジーヌの不在に今までのことは夢かと思いながら鏡の前へ立った下村は、彼女とのおびただしいセックス回数に応じた年数分だけ老け込んだ自分の身体に、愕然となる。布団の傍らでメールの内容に頭を抱える下村の姿をよそに、彼の自宅の上空で背中の翼を広げていたメリジーヌは、人間の人生や青春の短さを呟くのだった。

## 登場人物
メリジーヌ
主人公の1人でサキュバス。尖った耳や伸縮自在の翼を持つ色白の美女であり、人間の男性を誘惑してセックスを行う点は伝承上のサキュバスと同じであるが、メリジーヌの場合はそれに加え、セックス1回につき1年の人生を奪う契約を結ぶ。つまり、相手の男性はメリジーヌとのセックスを1回行うごとに1歳ずつ年を取ってしまうため、複数回をこなせるうえに複数人すら手玉に取れる彼女とのセックスに溺れた果てに待っているのは、例外無く成長を通り越した老体化だけである。
物語開始時点ですでに500年間を生きており、人間のことは糧として見下す一方で自分なりの思い入れも持っている。そのため、美女とのセックスに飢えているだけの男性よりも、それに加えて時間を持て余している男性を優先して狙う傾向を持つ。また、ペットボトルなど人生以外のものからも時間を奪えるうえ、奪った人生や時間を自身の生命力へ変換して備蓄することで、常人なら即死するほどの負傷にもまったくダメージを受けない。ガラス戸などを通り抜ける物質透過能力や先述の契約と併せ、人間を凌駕できる存在でもある。
デジレ
主人公の1人でインキュバス。尖った耳や伸縮自在の翼を持つ色黒の美男であり、人間の女性を誘惑してセックスを行う点は伝承上のインキュバスと同じであるが、デジレの場合はそれに加え、セックス1回につき1年の人生を与える契約を結ぶ。つまり、相手の女性はデジレとのセックスを1回行うごとに1歳ずつ若返ってしまうため、複数回をこなせるうえに複数人すら手玉に取れる彼とのセックスに溺れた果てに待っているのは、例外無く若返りを通り越した幼体化だけである。
メリジーヌとは肉体を共有する別人格同士であり、人格が入れ替わると肉体や能力がそれに応じて変化するようになっている。また、メリジーヌが人間の男性から奪った人生を自分が人間の女性へ与えることを行いながら500年間を生きてきた影の存在でもあるが、上述した矛盾に近い主義を持つメリジーヌには屈折した思いも秘め続けており、自分たちの暗躍とは無関係に人間の自滅が確実視されていく物語終盤には、それを露わにしてメリジーヌと対立することとなる。

## 単行本
- Cuvie 『VANITAS』 秋田書店（チャンピオンREDコミックス）、全1巻
  - 2014年6月20日発売[5] ISBN 978-4-253-23398-9